# محمد حسن علوان
محمد حسن عَلوان (۲۷ اوت ۱۹۷۹) رمان‌نویس عربستانی است. در ریاض زاده شد و در دانشگاه ملک سعود در رشتهٔ سامانه اطلاعاتی مدیریتی تحصیل کرد. سپس در دانشگاه پورتلند در رشتهٔ ام‌بی‌ای ادامه داد، از دانشگاه کارلتون Ph.D خود را در ۲۰۱۶ گرفت. در سال ۲۰۱۳، برای رمان «سمور»، از نامزدان جایزه بوکر عربی بود. و در سال ۲۰۱۷ توانست با رمان موت صغیر جایزه بوکر عربی را تصاحب کند. رمان موت صغیر از آثار موفق وی محسوب می‌شود که رمانی زندگینامه‌ای دربارهٔ محیی‌الدین ابن عربی عارف بزرگ مسلمان است. این رمان با نام گاه ناچیزی مرگ با ترجمه امیر حسین الهیاری و در انتشارات مولیٰ در سال ۱۳۹۷ منتشر شده‌است.